# Orazio Ludovisi
Orazio Ludovisi (1561-1640) foi um nobre italiano, comandante militar e patrício de Bolonha. Durante o reinado de seu irmão como o Papa Gregório XV, tornou-se comandante dos exércitos papais e Duque de Fiano e Zagarolo

## Biografia
Ludovisi nasceu em 1561, filho de Pompeo Ludovisi, um patrício de Bolonha, e sua esposa Camillia Bianchini. Era irmão mais velho do cardeal Alessandro Ludovisi.
Casou-se com Lavinia Albergati e os dois tiveram muitos filhos, incluindo:
- Niccolò Ludovisi que herdou seus títulos;
- Ludovico Ludovisi[4] que foi feito cardeal pelo Papa Gregório XV,
- Ippolita Ludovisi que se casou e foi mãe de Olimpia Aldobrandini.

### Papado de Gregório XV
Em fevereiro de 1621, o irmão de Ludovisi, Alessandro Ludovisi, foi eleito para o trono papal como Papa Gregório XV. Um mês depois, em 13 de março de 1621, Ludovisi mudou-se para Roma e foi imediatamente nomeado comandante dos exércitos papais pelo seu irmão. Criando um precedente para o seu sucessor (o Papa Urbano VIII, que mais tarde tornou um hábito trivial), o Papa também comprou a comuna de Fiano da Casa de Sforza por 200.000 écus e Ludovisi foi devidamente nomeado Duque de Fiano e também Duque de Zagarolo.
Durante o reinado de seu irmão, Ludovisi e sua esposa foram patronos do pintor bolonhês Giovanni Valesio.